# Phigalia sinuosaria
Phigalia sinuosaria là một loài bướm đêm trong họ Geometridae.